# Парусная лодка в Аржантёе
«Парусная лодка в Аржантёе» (фр. Le Bassin d'Argenteuil avec un Voilier) — картина французского художника-импрессиониста Клода Моне, созданная в 1874 году во время проживания Моне в Аржантёе, городе на берегу Сены, на окраине Парижа. Здесь Моне купил лодку, чтобы использовать её в качестве плавучей студии, и написал множество сцен из окрестностей.

## История
Картина была куплена в 1899 году ирландским драматургом и активистом Эдвардом Мартином (Edward Martyn), который в 1924 году завещал её Национальной галерее Ирландии. Стоимость картины оценивается в 10 миллионов евро.
В 2012 году картина подверглась вандализму. Около 11 часов утра 29 июня 2012 года посетитель галереи Эндрю Шеннон ударил картину, нанеся ей значительный ущерб. После 18 месяцев реставрационных работ, 1 июля 2014 года, картина была вновь вывешена в галерее под защитным стеклом. Шеннон был заключен в тюрьму на 5 лет.

## Ссылка
- Картина на сайте музея